# مرگ گیاهان (فیلم)
«مرگ گیاهان» (انگلیسی: No Blade of Grass (film)) فیلمی در ژانر علمی–تخیلی به کارگردانی کورنل وایلد است که در سال ۱۹۷۰ منتشر شد. از بازیگران آن می‌توان به نایجل داونپورت و جین والاس اشاره کرد.